# رود پوتوماجو
 رود پوتوماجو رودی است به آمازون می‌ریزد. این رود از کشور برزیل می‌گذرد.